# サジタリ
サジタリは、かつてアミー・パークに所属していた日本の男女お笑いコンビ。

## メンバー
- まい（1982年12月11日（42歳））

ツッコミ担当。本名:塚田 舞（つかだ まい）。
神奈川県出身、身長158cm、体重45kg、血液型B型。
人の血液型を当てることと、音痴かどうかを当てることが趣味。特技は般若の顔真似。
横浜女子短期大学卒業で、元保育士。ヒューマンアカデミーお笑い芸人養成講座4期生出身。コンビ『ランプアップ』（ケイダッシュステージ所属、2007年2月1日解散）の元メンバー。
大日本プロレス所属レスラーの伊東竜二は、親のいとこに当たる。
コンビ解散後はピン芸人として活動するも、2011年1月に引退。
- 清水 シュン（しみず しゅん、1978年12月10日（46歳））

ボケ担当。本名:清水 俊亮（しみず しゅんすけ）。
埼玉県出身、身長180cm、体重60kg、血液型B型。
趣味は小説などの文を書くこと、特技はバスケットボール。かつてはアミューズ所属のコンビ『ジョイタイム』のメンバーとして活動していた。コンビ解散後も事務所に残り、ピン芸人として活動中。

## 概説・芸風
- 2007年結成。
- コンビ名は、2人とも誕生日の星座がいて座であるため、「いて座＝サジタリウス」から名付けた[2]。
- M-1グランプリでは2008年は2回戦進出、2009年は1回戦敗退、2010年は2回戦まで。
- 2009年9月5日『エンタの神様』（日本テレビ）に出演するも途中から痴話喧嘩のような展開になり、ネタだという説明もないままビンタでネタが終わってしまう[3][4]。放送後にはまいのブログが炎上し、清水のブログにもネタの内容を非難する書き込みが殺到した[3][4]。
- 2010年11月16日、自身のブログ上にて、まいがサジタリを解散した旨を報告した。ブログ上では解散の事情は公表されていない[5]。なお、コンビの両者とも所属事務所である有限会社アミー・パークに残る。
- 2010年11月30日事務所ライブ（アミーパークFライブ）にて、まいは『まいちゃん』を公式な芸名にすると語った。清水シュンの芸名はそのままである。

## 出演

### テレビ
- エンタの天使（日本テレビ） - 2008年11月5日（第 7回）、キャッチコピーは『Mebius（メビウス）な微男微女』
- 爆笑オンエアバトル（NHK総合テレビ）戦績1勝1敗 最高481KB
  - 「爆笑トライアウト」を経由せずに初オンエアを飾った最後の芸人。
  - 男女コンビのオンエアは番組史上初。
- エンタの神様（日本テレビ） - 2009年9月5日初出演、キャッチコピーは「ガチなカップル漫才」

### ライブ
- 事務所ライブ「宇田川ロケット」
- 事務所ライブ「アミーパークライブ」(宇田川ロケットの後継ライブ)
- 事務所ライブ「アミーパークFライブ」(「アミーパークライブF」とも呼ばれる)

他